# کریستینا متاکسا
کریستینا متاکسا (به انگلیسی: Christina Metaxa) (زاده ۴ آوریل ۱۹۹۲) خواننده قبرسی است.
او در مسابقه آواز یوروویژن ۲۰۰۹ نماینده قبرس بود.